# 金融碩士
金融硕士（缩写为M.Fin.、MiF、MFin、MMF，北美有時縮寫为MSF，英国和欧洲縮寫为MSc in Finance，澳大利亞縮寫為MAppFin）是由大学或研究生院授予的硕士学位，獲得該學位的毕业生大多會从事金融工作。在美国和加拿大，金融碩士被視為专业硕士。